# Шоколадний фонтан

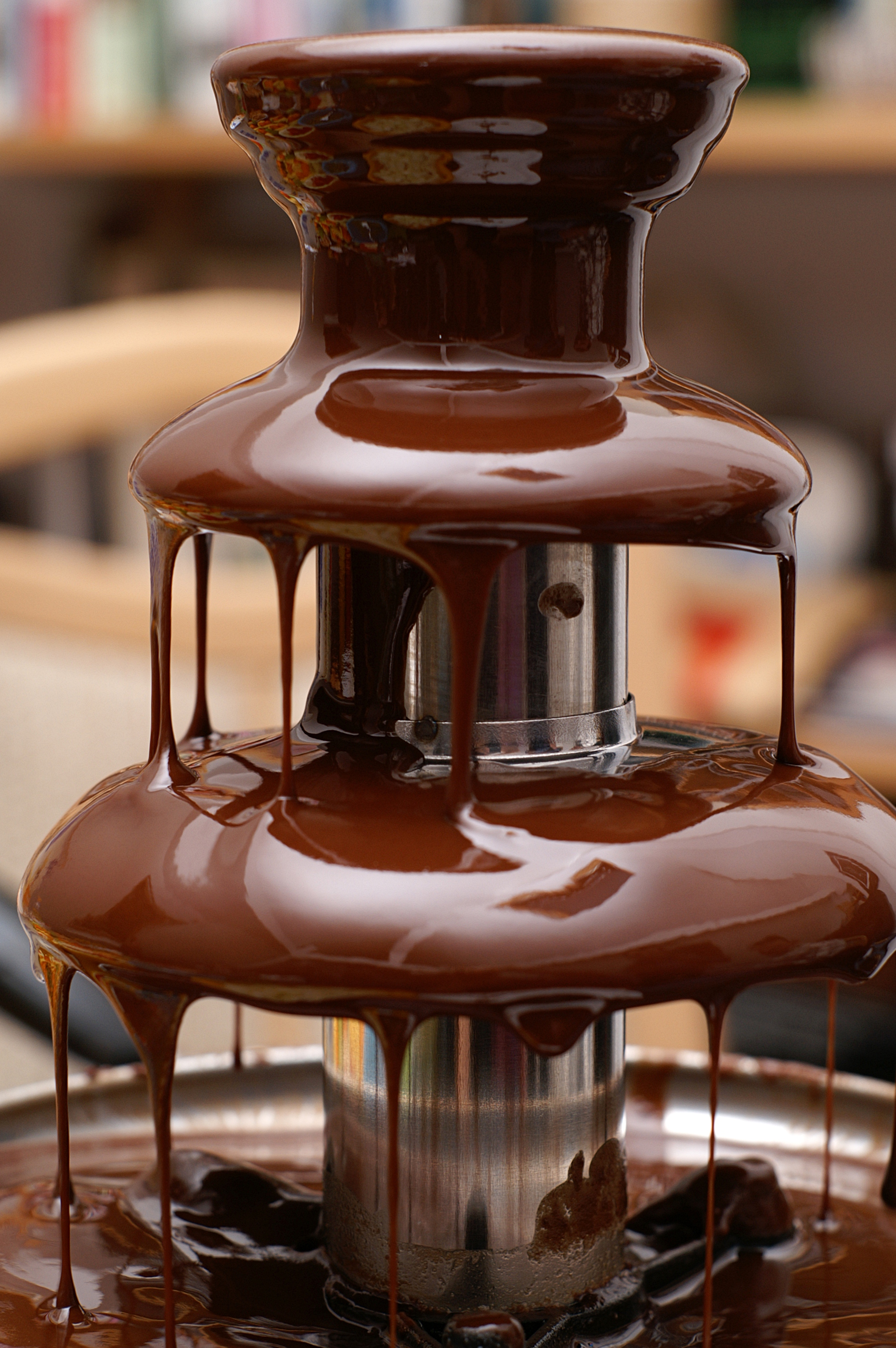
Шоколадний фонтан

Шокола́дний фонта́н — це низка каскадів висотою від 20 см до 1 метра, якими циркулює гарячий шоколад. Перед пусканням у нижню заглибину шоколадного фонтану кладуть необхідну кількість шоколаду. Під чашею приладу розташований нагрівальний елемент, який підтримує температуру близько 60° С. За цієї температури шоколад переходить у рідкий стан. Розтоплений шоколад піднімається до верхньої чаші, звідки каскадами стікає вниз, де його температура знову досягає необхідного значення, і процес повторюється знову. Температура шоколаду, який стікає з каскадів, становить приблизно 40° С.
У шоколадному фонтані використовується не звичайний шоколад, що продається в плитках, а спеціальний шоколад — з високим вмістом какао-олій. Головна його відмінність полягає в тому, що він плавиться за нижчої температури (приблизно 35° С) і має меншу в'язкість. Усе це необхідно для правильної роботи фонтану, а також для зручності його використання з фруктами і випічкою для створення фондю.
Існує декілька різновидів шоколадних фонтанів, які відрізняються один від одного висотою (від 30 до 140 см), кількістю ярусів (від 3 до 7) і вагою шоколаду в них (від 1 до 15 кг).
Шоколадні фонтани набули великої популярності на корпоративних святах, днях народження, ювілеях, весіллях тощо.